# Frobenius AG

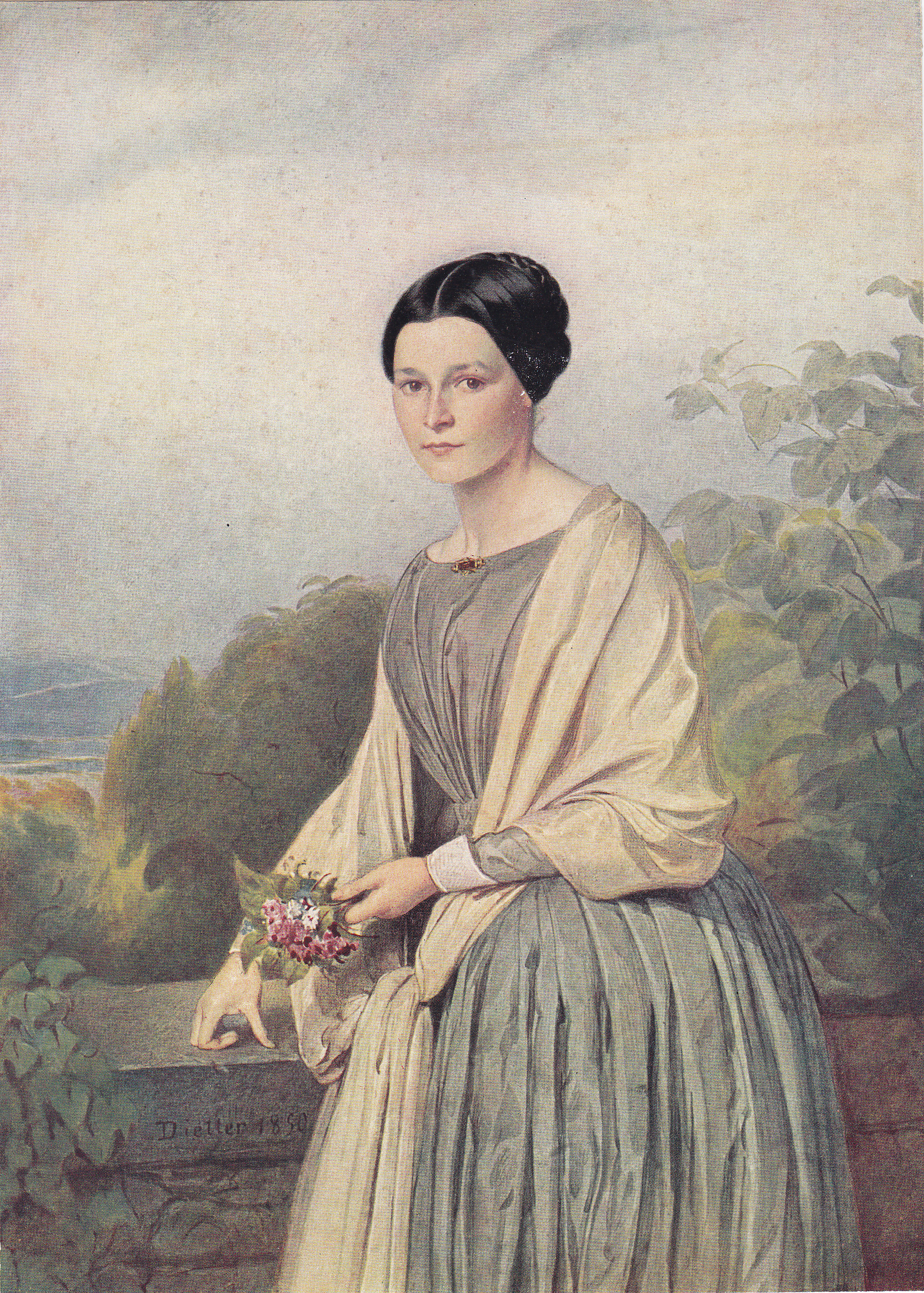
Elisabeth Sarasin-Sauvain (1815–1886), Ehefrau von Karl Sarasin (1815–1886), Fabrikant und Politiker aus Basel (Schweiz); nach Dietter (1850), in: Geschichte der Familie Sarasin in Basel, Bd. 2, Buchdruckerei Frobenius A.G., Basel 1914, Tafel XXXVI

Die Frobenius AG, auch Druckerei Frobenius und französisch Compagnie Suisse d’arts graphiques «Frobenius» sowie Schweizerische Gesellschaft für Graphische Kunst «Frobenius» genannt, war eine im 20. Jahrhundert in Basel sowie in Leopoldshöhe (Weil am Rhein) von 1910 bis 1995 bestehende Schweizer Druckerei.

## Geschichte und Beschreibung
Neben grossformatigen Vielfarbdrucken, wie etwa der in firmeninterner Urheberschaft nach 1950 entstandenen Panoramakarte mit dem mehrsprachigen Titel Semmering bei Wien. Weltbekannter Sommer- & Winterkurort. Grand Hotel Panhans, das moderne Großhotel der oesterreichischen Alpen (2D-Zugstunden von Wien) / Semmering near Vienna verlegte das Unternehmen auch Ansichtskarten wie etwa den vielfarbig gestalteten, unsignierten Kunstdruck einer Ansicht mit Titeln wie „Hannovers führende Gaststätten / Hotel Ernst August vorm. Bristol / Palast Hotel Rheinischer Hof, Eigentümer Friedr. Wilh. Nolte“.
Bereits 1914 gab Frobenius einen mit 75 Tafeln illustrierten Bildband mit dem Titel Der badische Bahnhof in Basel heraus.
1995 wurde Frobenius von der Druckerei Wassermann AG übernommen.

## Publikationen (Auswahl)
- Der Badische Bahnhof in Basel, hrsg. unter Mitwirkung von Fachleuten durch Frobenius A.G., Verlagsanstalt, Basel, Basel: Frobenius, 1914